# Dơi mũi ống tai tròn
Dơi mũi ống tai tròn (danh pháp hai phần: Murina cyclotis) là một loài động vật có vú trong họ Dơi muỗi, bộ Dơi. Loài này được Dobson mô tả năm 1872.